# Jūō mujin no Fafnir
Jūō mujin no Fafnir (銃皇無尽のファフニール?, Jūō mujin no Fafunīru) è una serie di light novel scritta da Tsukasa ed illustrata da Riko Korie. Quindici volumi sono stati pubblicati da Kōdansha, sotto l'etichetta Kōdansha Ranobe Bunko, a partire da luglio 2013. Un adattamento manga di Saburouta è stato serializzato sul good! Afternoon di Kōdansha tra il 2014 e il 2015, mentre un adattamento anime, prodotto da Diomedéa, è stato trasmesso in Giappone tra l'8 gennaio e il 26 marzo 2015.

## Trama
In un mondo sconvolto dall'improvviso arrivo di mostri chiamati draghi, col passare del tempo iniziano a nascere una serie di ragazze sovrumane che posseggono lo stesso potere di questi esseri e che per questo motivo vengono chiamate "D". Yū Mononobe, l'unico umano di sesso maschile ad essere un "D", è quindi costretto a trasferirsi anche lui a Midgar (ミッドガル?, Middogaru), l'accademia dove tutte le ragazze "D" sono state riunite per combattere i sette draghi che minacciano la pace sul pianeta.

## Personaggi

### Classe Brynhildr
Yū Mononobe (物部 悠?, Mononobe Yū)
Doppiato da: Yoshitsugu Matsuoka
Il protagonista della serie e unico "D" maschio nel mondo. Prima di essere mandato in missione alla Midgar, era arruolato nell'esercito con il grado di tenente ed era considerato il miglior Fafnir dal suo superiore Loki. Il suo compito è tenere d'occhio le ragazze "D" per accertarsi che nessuna di esse si tramuti in un drago. Solitamente usa una pistola, ma quando affronta i draghi chiede il potere al grande albero Yggdrasill al prezzo dei suoi ricordi. Proprio per questo motivo, molte volte si trova in difficoltà quando Mitsuki gli parla del loro passato.
Iris Freyja (イリス・フレイア?, Irisu Fureia)
Doppiata da: Rina Hidaka
Il personaggio femminile principale della serie. È dotata di un'incredibile quantità di potere, ma non è in grado di controllarla, tanto che prima dell'arrivo di Yū era sul punto di diventare un drago ed ormai si era rassegnata al suo destino. Più tardi si innamora di Yū e gli concede il suo primo bacio come forma di ringraziamento per tutto quello che ha fatto per lei, tendendo anche a rimanere imbarazzata ad ogni suo commento carino riguardo al suo aspetto. La sua arma è un bastone magico chiamato Caduceus.
Mitsuki Mononobe (物部 深月?, Mononobe Mitsuki)
Doppiata da: Manami Numakura
La presidentessa del corpo studentesco di Midgar, nonché la sorella minore di Yū. Durante la precedente invasione dei draghi, ha sferrato un attacco che ha portato alla morte la sorella minore di Haruka Miyako; dopo quell'incidente tende ad addossarsi la colpa di tutto ciò che accade di sbagliato alle sue compagne. La sua arma è un arco chiamato Brionac.
Lisa Highwalker (リーザ・ハイウォーカー?, Rīza Haiuōkā)
Doppiata da: Hisako Kanemoto
Una ragazza che considera i suoi compagni di classe la sua famiglia. Prova una forte ostilità nei confronti di Mitsuki, poiché non sopporta il fatto che abbia ucciso la sorella minore di Haruka, benché ciò fosse inevitabile. La sua arma è una lancia chiamata Gungnir.
Firill Crest (フィリル・クレスト?, Firiru Kuresuto)
Doppiata da: Kana Hanazawa
Una ragazza che ama leggere i libri e mettere Yū in situazioni di imbarazzo. La sua arma è un grimorio chiamato Necronomicon.
Ariella Lu (アリエラ・ルー?, Ariera Rū)
Doppiata da: Sora Tokui
Una ragazza un po' maschiaccia che è esperta di arti marziali. Spera che Lisa e Mitsuki ritornino a essere amiche. La sua arma è uno scudo chiamato Aegis.
Ren Miyazawa (レン・ミヤザワ?, Ren Miyazawa)
Doppiata da: Fumiko Uchimura
Una ragazza molto intelligente che sta spesso al computer. Ammira Yū come un fratello maggiore. La sua arma è un martello chiamato Mjolnir.
Tear Lightning (ティア・ライトニング?, Tia Raitoningu)
Doppiata da: Ayane Sakura
Una ragazza "D" che si trasferisce nella classe Brynhildr e che dichiara di essere la moglie di Yū. Ha sempre vissuto una vita tranquilla, finché una setta fanatica dei draghi, guidata da Kili, non bruciò la sua casa e uccise i suoi genitori tramutandoli in cenere. Essendo stata continuamente venerata dalla setta, ha iniziato quindi a convincersi di essere un drago, ma dopo il suo incontro con Yū ha cambiato idea ed ha deciso di voler vivere come un'umana. Considera Iris la sua rivale in amore per Yū.

### Personaggi secondari
Kili Surt Muspelheim (キーリ・スルト・ムスペルヘイム?, Kiri Suruto Musuperuheimu)
Doppiata da: Marina Inoue
Il leader di una setta fanatica di draghi che tiene Tear in grande considerazione e che spera ella diventi un giorno un drago.
Honoka Tachikawa (立川 穂乃花?, Tachikawa Honoka)
Doppiata da: Saori Hayami
Una nuova misteriosa studentessa dell'accademia Midgar che più tardi si scopre essere Kili.
Haruka Shinomiya (篠宮 遥?, Shinomiya Haruka)
Doppiata da: Rikako Yamaguchi
La coordinatrice della classe Brynhildr. Ha perso sua sorella minore Miyako in una battaglia avvenuta due anni prima.
Loki Jotunheim (ロキ・ヨトゥンヘイム?, Roki Yotunheimu)
Doppiato da: Nobuyuki Hiyama
Il superiore di Yū nell'esercito che gli ordina di iscriversi alla Midgar per tenere d'occhio le ragazze "D", impedirgli di diventare draghi e, nel caso, eliminare quelle che subiscono la trasformazione.
Charlotte B. Lord (シャルロット・B・ロード?, Sharurotto B Rōdo)
Doppiata da: Risae Matsuda
La preside dell'accademia Midgar. Ha l'aspetto di una bambina delle scuole elementari.
Mica Stuart (マイカ・スチュアート?, Maika Stuart)
Doppiata da: Mariko Higashiuchi
L'assistente di Charlotte.

## Media

### Light novel
La serie è stata scritta da Tsukasa con le illustrazioni di Riko Korie. Il primo volume è stato pubblicato da Kōdansha, sotto l'etichetta Kōdansha Ranobe Bunko, il 2 luglio 2013 e al 2 novembre 2017 ne sono stati messi in vendita in tutto quindici.
| Nº | Titolo italiano Giapponese 「Kanji」 - Rōmaji                             | Data di prima pubblicazione             | Data di prima pubblicazione |
| Nº | Titolo italiano Giapponese 「Kanji」 - Rōmaji                             | Giapponese                              |                             |
| 1  | Dragons' Eden 「ドラゴンズ・エデン」 - Doragonzu Eden                     | 2 luglio 2013 ISBN 978-4-06-375312-7    |                             |
| 2  | Scarlet Innocent 「スカーレット・イノセント」 - Sukāretto Inosento        | 2 ottobre 2013 ISBN 978-4-06-375326-4   |                             |
| 3  | Crimson Catastrophe 「クリムゾン・カタストロフ」 - Kurimuzon Katasutorofu | 27 dicembre 2013 ISBN 978-4-06-375351-6 |                             |
| 4  | Spirit Howling 「スピリット・ハウリング」 - Supiritto Hauringu            | 2 aprile 2014 ISBN 978-4-06-375363-9    |                             |
| 5  | Midgar's Carnival 「ミドガルズ・カーニバル」 - Midogaruzu Kānivaru        | 2 luglio 2014 ISBN 978-4-06-375379-0    |                             |
| 6  | Emerald Tempest 「エメラルド・テンペスト」 - Emerarudo Tenpesuto          | 2 ottobre 2014 ISBN 978-4-06-381406-4   |                             |
| 7  | Black Nemesis 「ブラック・ネメシス」 - Burakku Nemeshisu                  | 26 dicembre 2014 ISBN 978-4-06-381435-4 |                             |
| 8  | Amethyst Reverse 「アメジスト・リバース」 - Amejisuto Ribāsu              | 2 aprile 2015 ISBN 978-4-06-381453-8    |                             |
| 9  | Cerulean Engage 「セルリアン・エンゲージ」 - Serurian Engēji              | 2 luglio 2015 ISBN 978-4-06-381472-9    |                             |
| 10 | Invisible Successor 「インビジブル・サクセサー」 - Inbijiburu Sakusesā    | 27 ottobre 2015 ISBN 978-4-06-381499-6  |                             |
| 11 | Prismatic Garden 「プリズマティック・ガーデン」 - Purizumatikku Gāden     | 1º aprile 2016 ISBN 978-4-06-381528-3   |                             |
| 12 | Darkness Disaster 「ダークネス・ディザスター」 - Dākunesu Dizasutā        | 2 agosto 2016 ISBN 978-4-06-381550-4    |                             |
| 13 | Stardust Cry 「スターダスト・クライ」 - Sutādasuto Kurai                  | 2 febbraio 2017 ISBN 978-4-06-381582-5  |                             |
| 14 | Rainbow Peace 「レインボウ・ピース」 - Reinbou Pīsu                       | 2 giugno 2017 ISBN 978-4-06-381607-5    |                             |
| 15 | Unlimited Shine 「アンリミテッド・シャイン」 - Anrimiteddo Shain          | 2 novembre 2017 ISBN 978-4-06-381624-2  |                             |

### Manga
L'adattamento manga, disegnato da Saburouta, è stato serializzato sulla rivista good! Afternoon di Kōdansha dal 7 marzo 2014 al 7 dicembre 2015. I vari capitoli sono stati raccolti in quattro volumi tankōbon, pubblicati tra il 2 ottobre 2014 e il 7 marzo 2016.

#### Volumi
| Nº | Data di prima pubblicazione | Data di prima pubblicazione | Data di prima pubblicazione |
| Nº | Giapponese                  | Giapponese                  |                             |
| -- | --------------------------- | --------------------------- | --------------------------- |
| 1  | 2 ottobre 2014              | ISBN 978-4-06-387998-8      |                             |
| 2  | 7 gennaio 2015              | ISBN 978-4-06-388024-3      |                             |
| 3  | 7 luglio 2015               | ISBN 978-4-06-388068-7      |                             |
| 4  | 7 marzo 2016                | ISBN 978-4-06-388128-8      |                             |

### Anime
Un adattamento anime, prodotto da Diomedéa e diretto da Keizō Kusakawa, è andato in onda dall'8 gennaio al 26 marzo 2015. Le sigle di apertura e chiusura sono rispettivamente Flying Fafnir dei Trustrick e Ray of bullet di Rina Hidaka e Manami Numakura. In varie parti del mondo gli episodi sono stati trasmessi in streaming in simulcast da Crunchyroll.

#### Episodi
| Nº | Titolo italiano (traduzione letterale) Giapponese 「Kanji」 - Rōmaji            | In onda          | In onda |
| Nº | Titolo italiano (traduzione letterale) Giapponese 「Kanji」 - Rōmaji            | Giapponese       |         |
| 1  | L'accademia dei draghi Midgar 「竜園のミッドガル」 - Ryūen no Middogaru         | 8 gennaio 2015   |         |
| 2  | Il leviatano bianco 「白のリヴァイアサン」 - Shiro no rivaiasan                 | 15 gennaio 2015  |         |
| 3  | Il ruggito del Fafnir 「咆哮のファフニール」 - Hōkō no Fafunīru                 | 22 gennaio 2015  |         |
| 4  | La lacrima della ragazza drago 「竜人のティア」 - Ryūto no tia                  | 29 gennaio 2015  |         |
| 5  | La fiammeggiante Múspellsheimr 「禍焔のムスペルへイム」 - Kaen no Musuperueimu  | 5 febbraio 2015  |         |
| 6  | Tiāmat dalle ali rosse 「紅翼のティアマト」 - Kōyoku no Tiamato                 | 12 febbraio 2015 |         |
| 7  | L'innocente scarlatta 「スカーレット・イノセント」 - Sukāretto inosento         | 19 febbraio 2015 |         |
| 8  | L'attacco del basilisco 「侵攻のバジリスク」 - Shinkō no bajirisuku             | 26 febbraio 2015 |         |
| 9  | Prima linea in acque lontane 「絶海のフロントライン」 - Zekkai no furonto rain  | 5 marzo 2015     |         |
| 10 | Catastrofe rossa 「赤色のカタストロフ」 - Akairo no katasutorofu                | 12 marzo 2015    |         |
| 11 | La caduta della Mistilteinn 「天墜のミストルテイン」 - Ten-tsui no Misutorutein | 19 marzo 2015    |         |
| 12 | Unlimited Fafnir 「アンリミテッド・ファフニール」 - Anrimiteddo Fafunīru        | 26 marzo 2015    |         |